# Rime Organisé
Rime Organisé est un groupe de hip-hop québécois, originaire de Montréal, au Québec. Formé en 2000, il est composé de Manu Militari, Charif, Mafieu (Drastic, Le Chat) et Stan (aka le Patron). Nabo, de Productions Hot-Box, est le producteur du groupe.

## Biographie
Le groupe se popularise après sa participation aux FrancoFolies de Montréal en 2000. Ils gagnent ensuite deux prix au Festival International Hip Hop 4 Ever en 2003,. Un de ces prix permet au groupe de réaliser son EP '‘Règlement de comptes’', enregistré au Studio Picollo en 2003 et sorti en 2004. Après la sortie de cet album, ils font des tournées au Québec et en France. Le groupe se sépare en 2007. Selon Manu Militari, « le groupe n'allait nulle part. »

## Discographie
- 2004 : Règlement de comptes